# 代利奇县
代利奇县（德語：Landkreis Delitzsch）是德国萨克森州北部曾经的一个县，隶属于莱比锡行政区，首府代利奇。2008年8月1日，代利奇县与托尔高-奥沙茨县合并为北萨克森县。

## 地理
代利奇县北面与萨克森-安哈尔特州的安哈尔特-比特费尔德县和维滕贝格县，东面与托尔高-奥沙茨县，东南面与穆尔德河谷县，南面与莱比锡市和莱比锡地区县，西面与萨克森-安哈特州的萨勒县相邻。